# Podolák György
Podolák György (Csepel, 1943. július 7. –) magyar cégvezető, üzletember, politikus, országgyűlési képviselő.

## Életpályája

### Iskolái
1973–1977 között a Politikai Főiskola Iparpolitika Karán tanult.

### Pályafutása
Kezdetben a Csepel Vas- és Fémművekben esztergályos és technikus volt. 1979–1987 között a Ruhaipari Gép- és Kerékpárgyártó Vállalat párttitkára, 1987-ben vezérigazgatója volt. 1987-ben megalapította a Schwinn-Csepel Kerékpárgyártó és Forgalmazó Kft.-t. 1992–1997 között vezérigazgató volt. 1994-től a Csepeli Gyáriparosok Szövetségének elnöke. 1994 óta a Magyar Olimpiai Bizottság tagja. 1994–1996 között a Magyar Kerékpáros Szövetség elnöke volt. 1998–2000 között az igazgatótanács elnökhelyettese volt. 2000-től a Kátéa Kereskedelmi Kft. ügyvezetője.

### Politikai pályafutása
1966–1989 között az MSZMP tagja volt. 1998–2001 között a Gazdasági bizottság tagja, 2001–2006 között alelnöke volt. 1998–2002 között az Ipari és kereskedelemi albizottság elnöke volt. 1998–2010 között országgyűlési képviselő (Budapest XXI. kerülete) volt. 1999–2000 között A Magyar Nemzeti Bank kereskedelmi banki tevékenységével kapcsolatos tényfeltáró albizottság tagja volt. 1999–2004 között az Energetikai albizottság tagja, 2004–2010 között elnöke volt. 2000-től az MSZP tagja. 2001–2002 között A Gazdasági bizottság hatáskörébe tartozó törvények végrehajtását, társadalmi és gazdasági hatását figyelemmel kísérő albizottság (Ellenőrző albizottság) tagja volt. 2002–2010 között az Országgyűlés jegyzője volt. 2005–2006 között az Infrastruktúra-fejlesztési és lakásügyi albizottság tagja volt. 2005–2009 között az MSZP frakcióvezető-helyettese volt. 2006-ban a Gazdasági és informatikai bizottság tagja, 2006–2008 között alelnöke, 2008–2010 között elnöke volt. 2006–2010 között a Közlekedési és infrastruktúra-fejlesztési albizottság tagja volt. 2007–2010 között a Vasúti közlekedés helyzetét vizsgáló albizottság tagja volt. 2008–2010 között A Nabucco földgázvezeték előkészítésének és megvalósításának folyamatát segítő eseti bizottság társelnöke volt. 2008–2010 között a Kutatási és innovációs eseti bizottság tagja volt.

## Családja
Szülei Podolák János és Farkas Erzsébet voltak. 1967-ben házasságot kötött Tóth Annával. Két gyermekük született: György (1970–) és Nóra (1974–).